# Эстония на летних Олимпийских играх 2000
Эстония принимала участие в Летних Олимпийских играх 2000 года в Сиднее (Австралия) в третий раз за свою историю, и завоевала одну золотую и две бронзовые медали. Сборная страны состояла из 33 спортсменов (31 мужчина, 2 женщины).

## Медалисты
| Медаль | Спортсмен         | Вид спорта      | Дисциплина            |
| ------ | ----------------- | --------------- | --------------------- |
| Золото | Эрки Ноол         | Лёгкая атлетика | Мужчины, десятиборье  |
| Бронза | Алексей Будылин   | Дзюдо           | Мужчины, до 81 кг     |
| Бронза | Индрек Пертельсон | Дзюдо           | Мужчины, свыше 100 кг |

## Результаты соревнований

### Академическая гребля
В следующий раунд из каждого заезда проходили несколько лучших экипажей (в зависимости от дисциплины). В финал A выходили 6 сильнейших экипажей, остальные разыгрывали места в утешительных финалах B-D.
Мужчины
| Соревнование  | Спортсмены                | Предварительный заезд | Предварительный заезд | Предварительный заезд | Отборочный заезд | Отборочный заезд | Отборочный заезд | Полуфинал     | Полуфинал     | Полуфинал     | Финал   | Финал   | Итоговое место |
| Соревнование  | Спортсмены                | Заезд                 | Время                 | Место                 | Заезд            | Время            | Место            | Заезд         | Время         | Место         | Время   | Место   | Итоговое место |
| ------------- | ------------------------- | --------------------- | --------------------- | --------------------- | ---------------- | ---------------- | ---------------- | ------------- | ------------- | ------------- | ------- | ------- | -------------- |
| одиночки      | Юри Яансон                | 3                     | 7:06,58               | 3                     | 2                | 7:05,16          | 1 Q              | Полуфинал A/B | Полуфинал A/B | Полуфинал A/B | Финал A | Финал A | 6              |
| одиночки      | Юри Яансон                | 3                     | 7:06,58               | 3                     | 2                | 7:05,16          | 1 Q              | 2             | 7:06,70       | 3 Q           | 6:59,15 | 6       | 6              |
| двойки парные | Леонид Гулов Андрей Шилин | 2                     | 6:41,74               | 4                     | 3                | 6:35,09          | 3 Q              | 1             | 6:38,75       | 5 QB          | Финал B | Финал B | 9              |
| двойки парные | Леонид Гулов Андрей Шилин | 2                     | 6:41,74               | 4                     | 3                | 6:35,09          | 3 Q              | 1             | 6:38,75       | 5 QB          | 6:22,78 | 3       | 9              |

### Велоспорт

#### Шоссейный велоспорт
Мужчины
| Соревнование         | Спортсмен    | Время     | Место | Отставание |
| -------------------- | ------------ | --------- | ----- | ---------- |
| индивидуальная гонка | Лаури Аус    | 1 02' 16" | 32    | +4' 36"    |
| групповая гонка      | Яан Кирсипуу | 5 30' 46" | 18    | +1' 38"    |
| групповая гонка      | Эрки Пютсеп  | 5 30' 46" | 55    | +1' 38"    |
| групповая гонка      | Иннар Мяндоя | DNF       | DNF   | DNF        |
| групповая гонка      | Янек Томбак  | DNF       | DNF   | DNF        |
| групповая гонка      | Лаури Аус    | DNF       | DNF   | DNF        |

### Дзюдо
Соревнования по дзюдо проводились по системе на выбывание. В утешительные раунды попадали спортсмены, проигравшие полуфиналистам турнира. Два спортсмена, одержавших победу в утешительном раунде, в поединке за бронзу сражались с проигравшими в полуфинале.
Мужчины
| Соревнование | Спортсмены      | Первый раунд       | Второй раунд                    | 1/8 финала                       | Четвертьфинал                   | Полуфинал                       | Финал                        | Место |
| Соревнование | Спортсмены      | Соперник Результат | Соперник Результат              | Соперник Результат               | Соперник Результат              | Соперник Результат              | Соперник Результат           | Место |
| ------------ | --------------- | ------------------ | ------------------------------- | -------------------------------- | ------------------------------- | ------------------------------- | ---------------------------- | ----- |
| до 81 кг     | Алексей Будылин | Не участвовал      | С. Ашванден (SUI) В 1001 — 0001 | К. Тёльдьеши (HUN) В 0112 — 0100 | Чо Ин Чхоль (KOR) П 0020 — 0100 | Завершил выступление            | Завершил выступление         | 3     |
| до 81 кг     | Алексей Будылин | Не участвовал      | С. Ашванден (SUI) В 1001 — 0001 | К. Тёльдьеши (HUN) В 0112 — 0100 | Утешительный турнир             |                                 |                              | 3     |
| до 81 кг     | Алексей Будылин | Не участвовал      | С. Ашванден (SUI) В 1001 — 0001 | К. Тёльдьеши (HUN) В 0112 — 0100 | Ф. Ваннер (GER) В 1001 — 0001   | К. Сарихани (IRI) В 1000 — 0000 | Д. Бурас (FRA) В 0013 — 0010 | 3     |

### Плавание
Спортсменов — 1
В следующий раунд на каждой дистанции проходили лучшие спортсмены по времени, независимо от места занятого в своём заплыве.
Мужчины
| Спортсмен    | Соревнование | Предварительные заплывы | Предварительные заплывы | Полуфиналы | Полуфиналы | Финал     | Финал     |
| Спортсмен    | Соревнование | Результат               | Место                   | Результат  | Место      | Результат | Место     |
| ------------ | ------------ | ----------------------- | ----------------------- | ---------- | ---------- | --------- | --------- |
| Райко Пачель | 100 м брасс  | 1:03,99                 | 32                      | Не прошёл  | Не прошёл  | Не прошёл | Не прошёл |

### Стрельба
Спортсменов — 1
| Соревнование | Спортсмен     | Квалификация | Квалификация | Финал     | Финал     | Всего | Всего |
| Соревнование | Спортсмен     | Очки         | Место        | Очки      | Место     | Очки  | Место |
| ------------ | ------------- | ------------ | ------------ | --------- | --------- | ----- | ----- |
| Скит         | Андрей Инешин | 120          | 19           | Не прошёл | Не прошёл | 120   | 19    |

### Фехтование
Спортсменов — 3
В индивидуальных соревнованиях спортсмены сражаются три раунда по три минуты, либо до того момента, как один из спортсменов нанесёт 15 уколов. В командных соревнованиях поединок идёт 9 раундов по 4 минуты каждый, либо до 45 уколов. Если по окончании времени в поединке зафиксирован ничейный результат, то назначается дополнительная минута до «золотого» укола.
Мужчины
| Соревнование         | Спортсмены                                | 1/32 финала                               | 1/16 финала                          | 1/8 финала               | Четвертьфиналы       | Полуфиналы           | Финал матч за 3-е место | Место |
| Соревнование         | Спортсмены                                | Соперник Результат                        | Соперник Результат                   | Соперник Результат       | Соперник Результат   | Соперник Результат   | Соперник Результат      | Место |
| -------------------- | ----------------------------------------- | ----------------------------------------- | ------------------------------------ | ------------------------ | -------------------- | -------------------- | ----------------------- | ----- |
| Индивидуальная шпага | Кайдо Кааберма (4)                        | не участвовал                             | Маурисио Ривас (COL) (29) пор. 13:15 | Завершил выступление     | Завершил выступление | Завершил выступление | Завершил выступление    | 17    |
| Индивидуальная шпага | Милис Лойт (33)                           | Вань Вэйсинь (CHN) (32) поб. 15:7         | Павел Колобков (RUS) (1) пор. 9:15   | Завершил выступление     | Завершил выступление | Завершил выступление | Завершил выступление    | 30    |
| Индивидуальная шпага | Андрус Каяк (24)                          | Александр Поддубный (KGZ) (41) пор. 13:15 | Завершил выступление                 | Завершил выступление     | Завершил выступление | Завершил выступление | Завершил выступление    | 33    |
| Командная шпага      | Кайдо Кааберма Андрус Каяк Милис Лойт (9) |                                           |                                      | Венгрия (8) · пор. 42:45 |                      | За 9-11-е места      | За 9-е место            | 9     |
| Командная шпага      | Кайдо Кааберма Андрус Каяк Милис Лойт (9) | не участвовали                            | Австрия (7) · поб. 45:44             | Венгрия (8) · пор. 42:45 |                      |                      |                         | 9     |